# X-0 da Dinero
X-0 da Dinero es un programa televisivo de concursos, transmitido por el Canal 5 de la Corporación Televicentro, localizado en la ciudad de Tegucigalpa, Honduras.
El programa X-0 da dinero fue transmitido por primera vez un 3 de marzo de 1990, como una iniciativa de su director y creador, el ingeniero Salvador Nasralla; el programa ininterrumpidamente es realizado los días domingos desde las 13:00 horas hasta las 16:00 horas y es el de mayor audiencia de la historia de la televisión hondureña.